# Río Chicavasco
El río Chicavasco también conocido como río Actopan, es una corriente de agua que corre por el estado de Hidalgo  en el centro de México. Es un afluente del río Tula; en su paso por los valles de Actopan e Ixmiquilpan en el Valle del Mezquital, en el río  las poblaciones le vierten sus aguas negras y contaminan su calidad; y estas son utilizadas y aprovechadas en el riego, uniéndose a distintos canales de riego.

## Geografía
Tiene sus orígenes en la Sierra de Pachuca a una altitud de 2950 m; en el parteaguas común con la cuenca del río Amajac y la del río de las Avenidas, a unos 9 km al norte de la ciudad de Pachuca de Soto. Este parteaguas se ubica en el municipio de Mineral del Chico; donde pertenecientes a la cuenca del río Chicavasco, se encuentran las presas de  la La Estanzuela y El Cedral, esta última en el Parque nacional El Chico.
Inicialmente es un río transitorio o rambla; sigue un curso general hacia el poniente y sus escurrimientos son regularizados por un pequeño almacenamiento (El molino), y aguas abajo, a una altitud de 2370 m, por la presa El Durazno en el municipio de San Agustín Tlaxiaca. Continúa su curso pasando cerca de las localidades de Tornacuxtla, Santa María, San Juan Solís, El Chamizal y San Francisco Tecajique.
Continuando con el mismo curso, recibe por margen izquierda, los escurrimientos del arroyo Puerto de la Palma o del río Las Cajas. A partir de esta confluencia, cambia su curso hacia el norte y corta perpendicularmente una cadena montañosa; denominada serranía de El Mexe o Chicavasco. Después de cortar la formación anterior, penetra en una altitud de 2050 m al Valle de Actopan; pasando por las inmediaciones de las localidades Chicavasco y El Huaxtho. Es en este tramo donde empieza a recibir las aguas negras a través de distintos canales, y las aguas son aprovechadas para el riego y la agricultura.
En Actopan, adopta su nombre y cambia de dirección hacia el noroeste para cruzar todo el valle, pasando por los municipios de San Salvador y Santiago de Anaya, carece de aportadores de importancia en este tramo. Luego pasa por una zona montañosa, la serranía de San Miguel de la Cal que divide a los valles de Actopan e Ixmiquilpan. Penetra a la formación montañosa a una altitud de aproximadamente 1930 m y sale de ella, para penetrar al Valle de Ixmiquilpan a una altitud de 1900 m. Existen en este cañón la presa Debodhé, ubicada entre los límites municipales de Ixmiquilpan y Cardonal.
En el Valle de Ixmiquilpan, cambia su curso al poniente, pasa por Capula, municipio de Ixmiquilpan; y continúa recibiendo aguas negras y mezclados con distintos canales de riego. También recibe por la margen derecha la descarga de algunos aportadores que drenan la falda del cerro San Juan. Finalmente descarga sus aguas en el río Tula a una altitud de 1720 m, a unos 3 km de Ixmiquilpan.